# Hyposidra plagosa
Hyposidra plagosa är en fjärilsart som beskrevs av Rothschild 1915. Hyposidra plagosa ingår i släktet Hyposidra och familjen mätare. Inga underarter finns listade i Catalogue of Life.